# Raïon de Krasnapolle
Le raïon de Krasnapolle (en biélorusse : Касьцюковіцкі раён, Kastsioukovitski raïon) ou Krasnopolie (en russe : Краснопольский район, Kranopolski raïon) est une subdivision de la voblast de Moguilev, en Biélorussie. Son centre administratif est la commune urbaine de Krasnapolle.

## Géographie
Le raïon couvre une superficie de 1 223,04 km2, dans le sud-est de la voblast. Le raïon de Krasnapolle est limité au nord par le raïon de Tcherykaw, à l'est par le raïon de Klimavitchy et le raïon de Kastsioukovitchy, au sud par la Russie (oblast de Briansk) et la voblast de Homiel (raïon de Tchatchersk), et à l'ouest par la voblast de Homiel (raïon de Karma) et le raïon de Slawharad.

## Histoire
Le raïon de Krasnapolle a été créé le 17 juillet 1924.
À la suite de la catastrophe de Tchernobyl, une partie du district a été contaminée et les habitants ont dû être réinstallés. Dans le district, 83 localités sont restées inhabitables et plus de 9 000 personnes ont dû être relogées,.

## Population

### Démographie
Les résultats des recensements de la population (*) font apparaître une baisse continue de la population depuis les années 1970. Ce déclin se poursuit dans les premières années du XXIe siècle :
| 1959*  | 1970*  | 1979*  | 1989*  | 1999*  | 2009*  |
| ------ | ------ | ------ | ------ | ------ | ------ |
| 32 260 | 32 233 | 26 324 | 20 804 | 14 019 | 11 176 |

### Nationalités
Selon les résultats du recensement de 2009, la population du raïon se composait de deux nationalités principales :
- 85,2 % de Biélorusses ;
- 13,8 % de Russes.

### Langues
En 2009, la langue maternelle était le biélorusse pour 85,2 % des habitants du raïon de Krasnopolle et le russe pour 13,8 %. Le biélorusse était parlé à la maison par 66,5 % de la population et le russe par 32,3 %.